# アートビデオ
アートビデオは、アダルトビデオ・DVDを企画・制作し販売していた日本のアダルトビデオメーカー。日本初のSM専門ビデオメーカーとされる。

## 会社情報
1982年創立。子などを撮影するために購入したビデオカメラで撮影し、第1作となる『地下室の淫魔』をリリース。当時のメンバーは、モデル、男優の黒田透、緊縛師の濡木痴夢男、カメラの峰一也の五人だけだった。
アートビデオが社名と勘違いされることがあるが、社長の河村良雄が旧来から使用してきたレーベル名・メーカー名。
当時発売された作品の記載は、次の通り。
- 第1期：発売元 アートスタジオ（屋号のみ）　レーベル アートビデオ
- 第2期：発売元 有限会社河村（1983年創立）　レーベル アートビデオ
- 第3期：発売元 株式会社アヴァ（1997年社名変更）　レーベル アートビデオ

初期はパッケージなしで通販のみで販売されていたが、SM雑誌数誌に広告を載せただけで毎日現金書留での注文が来るほどほど大きな反響を呼んだという。「有限会社河村」が設立されたのは、ビデ倫への加入に必要だったため。1985年にビデ倫に加入し店頭で売ることとなり、パッケージを作るようになった。
2004年からSM動画専門サイト「緊縛の華園 Art SM Online」を運営。アートビデオの過激動画を高画質でネット配信していた。
2010年より妄想族ブラックレーベルに参加。
2017年4月、社長 河村良雄が死去。
2017年5月以降、妄想族からは、新作をださなくなり、VHS時代の作品を発売するようになる。
2017年6月30日、公式サイトが閉鎖。

## 監督
- 峰一也 ― 社長 河村良雄のビデオネーム。
- 黒田透 ― 専属男優を引退し、監督となった[4]。
- 名和透 ― アートの緊縛師[4]。
- ダーティ工藤 ― ビッグモーカルでオリジナルレーベル「ダーティ」をだしていた[4]。
- GOLDMAN ― 初期のアートビデオで監督としてデビュー[4]。
- 夢流ZOU ― 黒田透。
- 斉藤茂介
- 森田晋
- 東園賢
- ミネックJr.
- 海野TODO(うみのとど)

など

## 特徴
作品はハードSMが多いが、内容は監督により千差万別である。

## 関連会社
- 総合探偵社エースプロモーション - 河村良雄の経営していた探偵会社。ネットワークカメラショップとして存在。株式会社アヴァの本店所在地。
- ACEレンタルスタジオ  - ACEプロが経営していたレンタルスタジオ。閉鎖。（リンク切れ）
- 夢流思クラブ - 元専属男優の黒田透の経営していたSMビデオショップ。（リンク切れ）